# 4643 Cisneros
4643 Cisneros (1990 QD6) là một tiểu hành tinh vành đai chính được phát hiện ngày 23 tháng 8 năm 1990 bởi H. E. Holt ở Palomar.